# فرانکو پدرونی
فرانکو پدرونی (انگلیسی: Franco Pedroni; ۱۳ سپتامبر ۱۹۲۶ – ۱۲ فوریهٔ ۲۰۰۱) بازیکن فوتبال اهل ایتالیا بود.
از باشگاه‌هایی که در آن بازی کرده‌است می‌توان به باشگاه فوتبال کومو، باشگاه فوتبال آ.ث. میلان، باشگاه فوتبال آلساندریا، و باشگاه فوتبال پرو ورچلی اشاره کرد.